# Телятин
Телятин (пол. Telatyn) — село в Польщі, у гміні Телятин Томашівського повіту Люблінського воєводства. Населення — 953 особи (2011).

## Історія

Церква Воздвиження Чесного Хреста у Телятині, зруйнована після виселення українців

Принаймні із XVI століття у селі існувала православна церква, котра була переведена на унію на межі XVI—XVII стт. За даними митрополита Іларіона (Огієнка), 1430 року вперше згадується православна церква в селі. Український історик Іван Крип'якевич датує першу згадку про церкву 1578 роком.
За даними етнографічної експедиції 1869—1870 років під керівництвом Павла Чубинського, у селі здебільшого проживали греко-католики, усе населення розмовляло українською мовою. 1872 року місцева греко-католицька парафія налічувала 1106 вірян.
Наприкінці XIX століття знову стала православною. Крім дерев'яної існувала і мурована церква, зведена у часи перебування села у складі Російської імперії. Обидві споруди знищені після виселення українців.
У 1943 році в селі проживало 507 українців і 456 поляків.
У 1943—1944 роках польські шовіністи вбили в селі 28 українців. У серпні 1944 року місцеві мешканці безуспішно зверталися до голови уряду УРСР Микити Хрущова з проханням включити село до складу УРСР, звернення підписала 601 особа.
6-15 липня 1947 року під час операції «Вісла» польська армія виселила зі села на приєднані до Польщі північно-західні терени 9 українців. У селі залишилося лише 388 латинників які трактувались як поляки.
У 1975—1998 роках село належало до Замойського воєводства.

## Населення
Демографічна структура станом на 31 березня 2011 року:
|          | Загалом | Допрацездатний вік | Працездатний вік | Постпрацездатний вік |
| -------- | ------- | ------------------ | ---------------- | -------------------- |
| Чоловіки | 496     | 108                | 326              | 62                   |
| Жінки    | 457     | 78                 | 255              | 124                  |
| Разом    | 953     | 186                | 581              | 186                  |

## Особистості

### Народилися
- Ростислав Гвоздяк (нар. 1930) — український мікробіолог, фітопатолог[9].
- Ніна Гіляровська (нар. 1945) — українська театральна актриса.
- Михайло Гіляровський (нар. 1934) — український театральний режисер.